# Erica capillaris
Erica capillaris är en ljungväxtart som beskrevs av Friedrich Gottlieb Bartling. Erica capillaris ingår i släktet klockljungssläktet, och familjen ljungväxter. Utöver nominatformen finns också underarten E. c. poliotes.